# Roman Hermann
Roman Hermann, född den 27 mars 1953 i Schaan är en liechtensteinsk före detta bancyklist som främst hade framgångar i sexdagarslopp, av vilka han vann 15 stycken, och därtill blev han europamästare i madison vintersäsongen 1986/1987. 
Roman Hermann utsågs till Sportler des Jahres ("Årets liechtensteinske idrottare") 1974, 1982 och 1987, samt tilldelades även lagtiteln Mannschaft des Jahres 1984 tillsammans med sin bror Sigmund Hermann.

## Meriter
| 1982 3:a i poänglopp 1977/1978 2:a i omnium 1978/1979 3:a i derny 1979/1980 3:a i omnium 1981/1982 2:a i madison med Horst Schütz 3:a i omnium 1984/1985 2:a i madison med Sigmund Hermann 1986/1987 Europamästare i madison med Josef Kristen 1987/1988 3:a i derny 3:a i madison med Sigmund Hermann 1988/1989 3:a i madison med Hansrüdi Märki | 1980/1981 Vinnare av Zürichs sexdagars med Horst Schütz Vinnare av Hannovers sexdagars med Horst Schütz 1983/1984 Vinnare av Buenos Aires sexdagars med Eduardo Trillini 1985/1986 Vinnare av Dortmunds sexdagars med Josef Kristen 1986/1987 Vinnare av Kölns sexdagars med Sigmund Hermann Vinnare av Stuttgarts sexdagars med Josef Kristen Vinnare av Madrids sexdagars med Sigmund Hermann 1987/1988 Vinnare av Bassano del Grappas sexdagars med Moreno Argentin och Tony Doyle Vinnare av Dortmunds sexdagars med Danny Clark Vinnare av Münsters sexdagars med Josef Kristen Vinnare av Köpenhamns sexdagars med Hans-Henrik Ørsted Vinnare av Stuttgarts sexdagars med Dietrich Thurau 1988/1989 Vinnare av Gents sexdagars med Urs Freuler Vinnare av Bremens sexdagars med Andreas Kappes Vinnare av Grenobles sexdagars med Charly Mottet |